# Kryczka
Kryczka (ukr. Кричка) – wieś na Ukrainie, w  obwodzie iwanofrankiwskim, w rejonie bohorodczańskim.